# Cesar Millan
Cesar Millan (Culiacán, 27 de agosto de 1969) é um escritor, apresentador de televisão e adestrador canino mexicano, radicado nos Estados Unidos.
Cesar, auto-didata em comportamento canino, inspirou-se nos exemplos do avô no trato com os animais, que sempre dizia: "nunca trabalhe contra a Mãe Natureza". Mais tarde, mudou-se para os Estados Unidos esperando se tornar o maior adestrador de cães do mundo. Trabalhando em um pet shop, teve sua habilidade notada ao tratar dos cães mais difíceis e problemáticos, ao mesmo tempo em que ajudava os donos. Disso, focou-se em sua habilidade que chama de reabilitar cães, ao fundar um centro específico. Tornou-se famoso por comandar a série de tv Dog Whisperer (O Encantador de cães), que atingiu oitenta países na exibição da sexta temporada. Neste programa, expandiu seu slogan: eu reabilito cães e treino pessoas. Além de adestrador canino e apresentador, é escritor, cuja obra, homônima da série, é considerada best seller em diversos países.
Em sua vida pessoal, casou-se com a sua mulher em 1994, com quem teve dois filhos, o mais velho nascido em 1995 e o mais novo em 2001. Cesar tornou-se residente legal no país em 2000 e cidadão em 2009. No ano seguinte, o casal, junto há dezesseis anos, anunciou o divórcio.
No dia 3 de Dezembro de 2014, muita especulação foi criada em torno da sua morte, mas como muitos "Hoax", este não foi um rumor verdadeiro, confirmado pelo próprio no seu twitter.